# Кацкари
Кацкари́ — искусственно формируемая с начала 1990-х годов субэтническая группа русских, к которой причисляется население численностью примерно в 2000 человек, проживающее в бассейне реки Кадки, на территории бывшего Кацкого стана (волости) (современные деревни и сёла Мышкинского, Угличского и Некоузского районов Ярославской области с центром в деревне Мартыново Мышкинского района). Конструирование новой идентичности во многом связано с деятельностью местного краеведа С. Н. Темняткина, утверждающего, что для жителей бывшего Кацкого стана характерны специфический говор и своеобразные черты традиционной культуры.
Об искусственной природе субэтнической группы кацкарей говорит тот факт, что ранее этноним «кацкари» местными жителями и их соседями никогда не употреблялся, кроме того, культура и быт жителей сёл Кацкого стана ничем не отличались от культуры и быта остального русского населения Ярославской области.
Широкую известность группа кацкарей получила благодаря многочисленным[каким?] публикациям в интернете и в печатных изданиях.

## Происхождение
Образование субэтнической группы кацкарей связывается её популяризаторами с автохтонным дославянским населением Кацкого стана. Своеобразие местного говора и культурно-бытовые особенности, сложившиеся у кацкарей, стали по мнению сторонников выделения данной этнолокальной группы следствием смешения в бассейне реки Кадки славянского и финно-угорского (мерянского) населения. В дальнейшем культурно-языковое обособление от остального русского этнического массива и интеграция кацкарей в единую группу происходили на протяжении нескольких веков в пределах административной единицы Кацкий стан, или Кацкая волость, известной по письменным источникам с XVI века. Подобный взгляд на историю формирования кацкарей позволяет сторонникам идеи кацкой идентичности выделять население Кацкого региона в этнографическом плане среди всех остальных соседних групп русских.
В ходе экспедиций 2013—2015 годов по Ярославской области, организованной специалистами по популяционной генетике, были взяты образцы ДНК у представителей 4 территориальных групп, включая лиц, относящих себя к кацкарям. В результате их анализа выяснилось, что по Y-хромосоме кацкари (в отличие от мологжан и сицкарей) ничем не отличаются от коренных местных русских и входят в общий кластер восточнославянских популяций центра и юга европейской части России, а также украинцев и белорусов. Вероятнее всего, население Кацкого стана сформировалось в процессе низовой, Ростово-Суздальской, восточнославянской миграции. Возможные следы генофонда финно-угорских племён (предположительно, мерян) или следы верховой, Новгородской, восточнославянской миграции обнаруживаются у потомков жителей Мологского района и города Мологи (по высокой частоте гаплогруппы N-M178).

## Местный говор
Одной из важных составляющих особенностей субэтноса кацкарей являются особенности их говора. Изначально кацкий идиом С. Н. Темняткин определял как «кацкий язык», в последние годы он стал чаще применять к нему термин «диалект». Лексика местного говора собрана в созданном местными энтузиастами и постоянно пополняемом словаре «кацкого языка». Словарные материалы кацкого говора регулярно публикуются в газете «Кацкая летопись» в рубриках «Великий могучий кацкий язык» и «Перед уроком». Прошедшие через обсуждение и принятые читателями газеты новые лексемы дополнительно включаются авторами в словарь. Принадлежность слов к кацкому говору определяется их распространённостью в речи местных жителей и одновременным их отсутствием в литературном русском языке. При таком подходе в словарь попадает не только диалектная, но и разговорная, просторечная, устаревшая лексика, а также слова детского языка, искусственно сконструированные формы и т. п. Статус кацкого идиома и его отличие от прочих русских говоров подчёркивается древним происхождением говора Кацкого стана, что выражается в якобы присутствующем в говоре мерянском языковом субстрате. Сами кацкари оценивают местный говор и формируемую на его основе письменную языковую форму как менее престижную в сравнении с литературным языком, нередко встречаются и негативные оценки местного говора.
К основным особенностям местного говора, многие из которых встречаются по всей территории севернорусского наречия, составители «Словаря кацкого диалекта» относят:
- произношение гласного [о] после мягких согласных в безударном положении в корнях и флексиях как в предударных, так и в заударных слогах (ёканье): [в’о]сна́ «весна», зна́[j’о]т «знает», варе́н’[j’о] «варенье»;
- произношение долгой твёрдой шипящей согласной [ш̅] на месте мягкой согласной [ш̅’] литературного языка: [ш̅]онúца;
- распространение гласной [е] на месте о литературного языка: друже́чек «дружочек», гне́здышко «гнёздышко»;
- наличие j перед [е] в позиции начала слова: [jé]то «это»;
- сохранение этимологической о в словах типа з[о]бо́та «забота», а также распространение на месте е гласных [о] и [и]: р[о]бя́та «ребята», б[и]сéда «беседа»;
- наличие протетичных и эпентичных согласных в словах типа вздра́вствуй «здравствуй», жерздь «жердь»;
- ассимилятивное прогрессивное смягчение согласного [к] в положении после парных мягких согласных, j и ч’: ча[йк’]у́ «чайку»;
- мягкость согласных р и з в случаях типа ве[р’]х «верх», бе[з’]дё́нной;
- ассимиляция по назальности групп бм > мм и дн > нн: о[мм]а́н «обман», оби́[нн]о «обидно»;
- наличие сочетания шн на месте чн и щн литературного языка: кори́шневой «коричневый», не́мошной «немощный»;
- распространение общей формы имён существительных и прилагательных в дательном и творительном падежах множественного числа: ра́дуюсь друзья́м «радуюсь друзьям», горжу́сь друзья́м «горжусь друзьями».
- распространение окончания -ой у имён прилагательных мужского рода единственного числа: крáсн[ой] «красный», сúн’[ой] «синий»;
- наличие двусложных (дифтонговых) окончаний в косвенных падежах множественного числа имён прилагательных: на зел’он[оjо]м лугу «на зелёном лугу», гор’ач[еjи]х щец «горячих щец»;
- наличие гласной ’о на месте ’а у имён существительных, заканчивающихся на -мя: вым’о «вымя»;
- распространение постпозитивной частицы -от, употребляемой с именами существительными мужского рода: ко́т-от;
- образование имён существительных, принадлежащих среднему роду, которые обозначают молодые существа, при помощи суффикса -онк- и флексии -о: ягн’[онк]о «ягнёнок», роб’[онк]о «ребёнок»;
- распространение таких слов, как больнё «очень»; баять, бахорить «говорить»; глобка «тропка»; глумяной «древний»; зыкать «носить»; мантурица «труженица»; маскалить «идти»; неслетьё «холодное и дождливое лето»; хиз «ветер» и т. д.[8]

## Языческий миф
Согласно данным, которые публикует сайт «Этнографического музея кацкарей», жители Кацкого стана сохранили до наших дней «языческие мифы». Основной кацкий миф — о Белой Корове, которая является «поконницей» (гербом, символом) Кацкого стана (дата и место фольклорной записи в публикации не указаны):
Зимой ли в стужу, в лето ли-неслетьё, в вёсеннюю ли бездорожь или при осенниех хизах — всёгда при струшненьях Сонцо-Белая Корова. С бёла до тёмки маскалит Белая Коровушка по нёбёсной глобке, зыкая на земь солнешную светлядь. Так было всёгда и так будёт впредь, покудова стоит наш мир, и самую крепкую клятву обязательнё бают на Сонце-Белоей Корове.
Светлядь с теплядью, радость да именьё, да и сама жизнь — всё ето передати Белоей Коровы. О том, хто щастливо живёт кацкари сглумяна бахорят: «Ну, к нёму Белая Корова примаскалила!», а глумяноё кацкоё здорованьё звучало так: «Пускай к тёбе примаскалит Белая Корова!»

А на зёмле, на кацкиех дворах, живут серёди людей еёные младшие сёстры — зёмные коровушки, такие жо мантурицы, дающие благополучие. Когда-то в кацкиех сёленьях обязательнё старалися завёсти онну на всех белоплёкую корову. Доглядывали: коли она вперёди стада с пастушни возвращалася — быть завтрашнему нню солнешныем, а делу подашливыем.

## Современная история
Активная пропагандистская деятельность за признание кацкарей особой группой русского народа была начата С. Н. Темняткиным в 1992 году. С этого времени местные энтузиасты стали издавать посвящённую кацкарям газету «Кацкая летопись». Позднее они приступили к составлению словаря «кацкого языка», открыли в деревне Мартыново этнографический музей кацкого быта, организовали фольклорный театр кацкарей и создали сайт «Кацкая национально-культурная автономия». Более того, по утверждению В. В. Барановой, проводившей полевые исследования в деревне Мартыново, у Кацкого Стана имеется собственный гимн, в котором упоминаются особая речь кацкарей и их древняя история, в местном детском саду и в школе (в 7, 8 и 9 классах) проводились занятия по «кацковедению». Тематика субэтнической идентичности присутствует также на сельских праздниках, отмечаемых в деревенском Доме культуры.
Кацкари, прежде всего жители Мартынова, относятся к деятельности краеведов скорее положительно, в частности, положительно расценивается наличие в деревне собственных газеты и музея. Принадлежность к кацкой субэтнической группе первоначально воспринималась местным населением с сомнением, в настоящее время кацкая идентичность, скорее всего, стала признаваться. Местное население осознаёт свою принадлежность к локальной группе и вместе с тем ко всему русскому этносу как к общности более высокого уровня.
Если в 1990-е годы и в начале 2000-х годов создание особой субэтнической группы было ориентировано в основном на местных жителей, то по мере усиления интереса к кацкарям в прессе и онлайн-изданиях С. Н. Темняткин и его последователи стали больше ориентироваться на внешнего потребителя. В деревне Мартыново были созданы туристические программы — туристам, прежде всего, городским жителям проводят экскурсии, показывающие скорее образ «русской деревни», чем особенности языка и культуры особой субэтнической группы.